# Relaciones Ghana-México
Las naciones de Ghana y México establecieron relaciones diplomáticas en 1961. Ambas naciones son miembros de las Naciones Unidas.

## Historia
En marzo de 1957, Ghana obtuvo su independencia del Reino Unido, convirtiéndose en la primera nación africana en hacerlo. A la ceremonia de independencia asistió el embajador mexicano, Eduardo Espinosa y Prieto, quien había estado en Ghana un año antes como Comisionado designado por la ONU para el plebiscito sobre el estatus de Togolandia británica en 1956. Durante su estancia en Ghana, el embajador Espinosa y Prieto se reunió con el presidente Kwame Nkrumah y conversó sobre el establecimiento de relaciones diplomáticas entre ambas naciones.
El 8 de agosto de 1961, México se convirtió en el primer país de América Latina en reconocer y establecer relaciones diplomáticas con Ghana. Ese mismo año, el presidente mexicano Adolfo López Mateos envió una delegación presidencial de buena voluntad, encabezada por el enviado especial Alejandro Carrillo Marcor y el delegado José Ezequiel Iturriaga, para visitar Ghana.
En 1965, México abrió una embajada en Acra, y Ghana hizo lo mismo al abrir una embajada en la Ciudad de México. En 1972, México cerró su embajada en Acra debido a razones presupuestarias. En 1980, Ghana cerró su embajada en la Ciudad de México.
En diciembre de 2009, el ministro de Relaciones Exteriores de Ghana, Mohammed Mumuni, realizó una visita oficial a México, convirtiéndose en el funcionario de mayor rango de Ghana en hacerlo. En mayo de 2011, la secretaria de Relaciones Exteriores de México, Patricia Espinosa, se reunió con el ministro de Relaciones Exteriores de Ghana, Muhammad Mumuni, durante la Conferencia sobre Gobernanza Global y la Reforma del Consejo de Seguridad de las Naciones Unidas en Roma. Ambos funcionarios revisaron el estado de la relación bilateral y discutieron temas multilaterales como la reforma del Consejo de Seguridad y el seguimiento de los Acuerdos de Cancún sobre el Cambio Climático.
En 2013, México anunció la reapertura de su embajada en Acra, compartiendo los locales de la embajada con miembros de la Alianza del Pacífico (que incluye a Chile, Colombia y Perú). En diciembre de 2018, el viceministro de Relaciones Exteriores, Charles Owiredu, llegó a la Ciudad de México para asistir a la toma de posesión del presidente mexicano Andrés Manuel López Obrador.
En agosto de 2019, el subsecretario de Relaciones Exteriores de México, Julián Ventura Valero, visitó Ghana y se reunió con el Viceministro de Relaciones Exteriores, Charles Owiredu. Ambas naciones acordaron establecer un mecanismo de consulta sobre intereses comunes. Ghana también declaró su intención de reabrir una embajada en la Ciudad de México.
En 2021, ambas naciones celebraron 60 años de relaciones diplomáticas.

## Visitas de estado

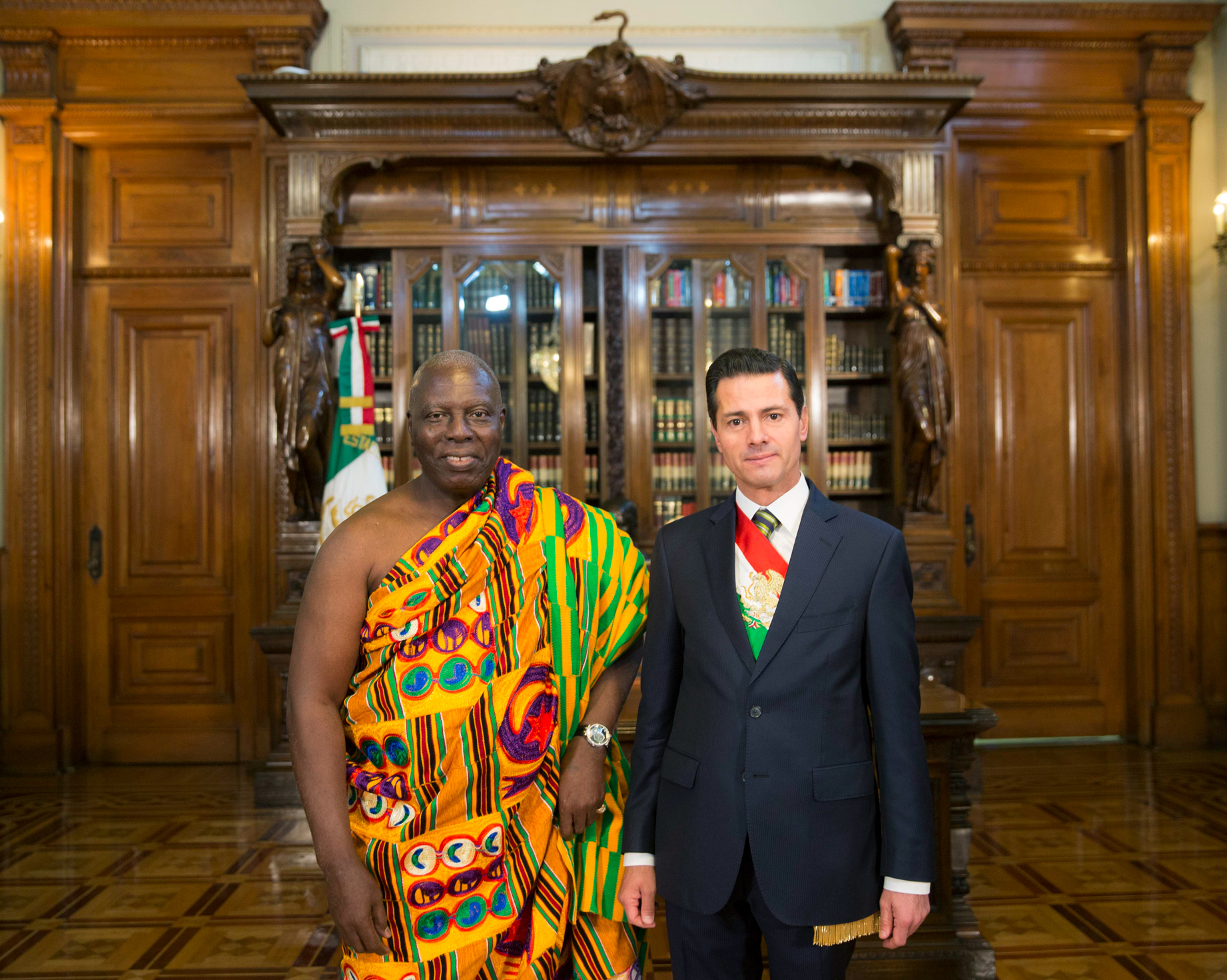
El embajador de Ghana no-residente, Barfuor Adjei-Barwuah, con el presidente mexicano Enrique Peña Nieto en la Ciudad de México; octubre de 2018.

Visitas de alto nivel de Ghana a México
- Ministro de Relaciones Exteriores Muhammad Mumuni (2009)
- Ministro de Comercio Alan John Kyerematen (2017)
- Viceministro de Relaciones Exteriores Charles Owiredu (2018)

Visitas de alto nivel de México a Ghana
- Enviado especial Alejandro Carrillo Marcor (1961)
- Delegado José Ezequiel Iturriaga (1961)
- Director general de ProMéxico Francisco González Díaz (2016)
- Director general de Relaciones Exteriores para África y Oriente Medio Jorge Álvarez Fuentes (2018)
- Subsecretario de Relaciones Exteriores Julián Ventura Valero (2019)

## Acuerdos bilaterales
Ambas naciones han firmado un Memorándum de Entendimiento entre el Ghana Investment Promotion Centre y ProMéxico (2016) y un Memorándum para el Establecimiento de un Mecanismo de Consulta sobre Asuntos de Interés Común (2019).

## Comercio
En 2023, el comercio entre Ghana y México totalizó $13.3 millones de dólares. Las principales exportaciones de Ghana a México incluyen: caucho natural, cacao en polvo, prendas de vestir, madera, aceite vegetal, aparatos y dispositivos electrónicos, piedras preciosas en polvo y piedras semipreciosas. Las principales exportaciones de México a Ghana incluyen: extracto de malta y preparaciones alimenticias, alcohol, productos químicos, teléfonos y teléfonos móviles, pescado congelado o refrigerado, automóviles y otros vehículos, tractores, tubos y tuberías.

## Misiones diplomáticas
- Ghana está acreditada ante México por su embajada en Washington D. C., Estados Unidos.[10]
- México tiene una embajada en Acra.[11]